# مايكروسوفت فورفرونت
مايكروسوفت فورفرونت (بالإنجليزية: Microsoft Forefront)‏ هي مجموعة برمجيات أمن الحاسوب طوَّرتها شركة مايكروسوفت، مُوَّجهة خصيصًا لشبكات الحاسوب أو الخوادم.

## المُكوِّنات
- فورفرونت إدينتي مانجر [الإنجليزية]: أحد مكونات مايكروسوفت فورفرونت ويُستخدم كمدير هويَّات [الإنجليزية] للمُستخدمين.[3]

### مُنتجات تغيَّرت علامتها التجاريَّة
- إكستشينج أونلاين بروتكشن [الإنجليزية]: هو برمجيَّة كخدمة، أُنشئَ كإصدار من فورفرونت بروتكشن فور إكستشينج. كان هذا البرنامج يُعرف سابقًا بـفورفرونت أونلاين بروتكشن فور إكستشينج (بالإنجليزية: Forefront Online Protection for Exchange)‏، وقد أعلنت الشركة عن إعادة تسميته إلى الاسم «إكستشينج آونلاين بروتكشن [الإنجليزية]».[4]
- سيستم سنتر إند بوينت بروتكشن: هو مُضاد فيروسات أحد مكونات مايكروسوفت فورفرونت كان يُسمى سابقًا  فورفرونت إند بوينت سكيوريتي (بالإنجليزية: Forefront Endpoint Security)‏ قبل أن يُسمى باسمه الأخير (بالإنجليزية: System Center Endpoint Protection)‏.[5]

### مُنتجات أُلغي دعمها
- بوَّابة الوصول الموَّحد [الإنجليزية]: منتج خادم متوقف عن العمل يحمي أصول الشبكة عن طريق تشفير جميع طلبات الوصول الواردة من المُستخدم.[5] تدعم الشبكات الخاصة الافتراضيَّة (VPN) والوصول الخاص [الإنجليزية].
- مايكروسوفت فورفرونت تي أم جي: مجموعة مكوِّنات أطلقتها مايكروسوفت في عقد 1990. لم تعد مدعومةً مُنذ 1 ديسمبر 2012.[4]
- بروتكشن فور إكستشينج (FOPE): هي خدمة على الإنترنت مُوَّجهة للبريد الإلكترونيّ الوارد والصادر (للشركات)، من البريد العشوائي والفيروسات وعمليات التصيد الاحتيالي وانتهاكات سياسات البريد الإلكتروني الأُخرى.[6]
- بروتكشن فور شير بوينت: منتج متوقف، مُوَّجه لحماية مكتبات مستندات شير بوينت.[7]
- وحدة التحكم في إدارة الخادم: تطبيق ويب أمنيّ اسمه الرسمي سيرفر مانجمنت كونسول (بالإنجليزية: Server Management Console)‏.[8]
- سكيوريتي فور أوفيس كومينكيشنز سيرفر: يُستخدم لحماية أجهزة الكمبيوتر التي تَستخدم مايكروسوفت أوفيس كومينكيشنز سيرفر [الإنجليزية] من البرمجيَّات الخبيثة.[9]